# Two-Face
Two-Face, tên thật là Harvey Dent, là một nhân vật phản diện siêu tội phạm hư cấu trong loạt truyện tranh xuất bản bởi DC Comics. Nhân vật này được tạo ra bởi Bob Kane và Bill Finger, ra mắt lần đầu trong Detective Comics #66 (tháng 8 năm 1942). Cùng với Joker và Penguin, Two-Face nằm trong số những kẻ thù thường xuyên và lâu năm nhất của Batman. Cái tên Two-Face (Hai-Mặt) bắt nguồn từ tạo hình ấn tượng của hắn, nửa bên phải của cơ thể hắn trông hoàn toàn bình thường, nhưng nửa bên trái bị biến dạng một cách khủng khiếp từ hậu quả của một vụ bỏng nặng. Tạo hình này cũng rất phù hợp với tính cách của hắn, bị dày vò bởi hai bản thể và luôn tung đồng xu (cũng bị hỏng một mặt bởi vụ việc nói trên) để đưa ra các quyết định (tốt hoặc xấu).

## Tiểu sử
Ở tuổi 26, Harvey Dent trở thành công tố viên trẻ tuổi nhất làm việc ở Gotham City (Thành phố Gotham), trúng cử khoảng 6 tháng trước khi Batman bắt đầu cuộc chiến chống tội phạm. Anh ta được đặt biệt danh là Apollo (tên một vị nam thần trong Thần thoại Hy Lạp) vì vẻ ngoài bảnh trai và bóng bẩy của mình, thứ khiến Harvey vô cùng tự hào. Harvey Dent từng được biết đến là một công tố viên có năng lực và là đồng minh thân cận với Đội trưởng James Gordon và Batman. Có một lần James Gordon đã đưa ra giả thiết rằng Harvey có thể là Batman, nhưng sau đó ông cho rằng điều này là không thể vì Harvey không có tiềm lực tài chính như Batman. Ba người họ đã phối hợp cùng nhau đưa hai Bố già khét tiếng và cực kỳ có thế lực ở Thành phố Gotham là Sal Maroni và Carmine Falcone ra tòa. Với năng lực của mình, Harvey đã đưa ra những bằng chứng thuyết phục để có thể khép tội hai kẻ nói trên. Cảm thấy vô cùng tức giận khi bị khép tội, Carmine Falcone thuê tên trợ lý công tố viên Fields đưa acid sulfuric cho Sal Maroni và hắn đã bất ngờ tạt thẳng vào Harvey ngay tại phiên tòa khiến một nửa khuôn mặt của anh ta bị bỏng nặng. Ở phiên bản phim The Dark Knight năm 2008 thì Harvey bị bỏng là do bắt lửa từ quả bom của Joker.
Sau đó, Harvey đã đi trả thù Sal Maroni, Carmine Falcone, và Fields và bị tống giam vào Nhà thương điên Arkham (Arkham Asylum). Sự nghiệp đang lên như diều gặp gió của Harvey Dent bỗng tan tành như bong bóng, chỉ trong phút chốc hắn mất hết tất cả: công danh và sắc đẹp. Harvey bắt đầu có những suy nghĩ lệch lạc và lấy tên là Two-Face, trở thành một tên tội phạm chuyên nghiệp. Việc tung đồng xu dần khiến hắn mất đi khả năng tự quyết định, để cuối cùng trong mỗi lần đưa ra quyết định mới, Two-Face đều phụ thuộc hoàn toàn vào hai mặt xấp - ngửa của đồng xu. Bởi vậy, không phải lúc nào Two-Face cũng làm việc xấu, như việc trong con người hắn luôn có sự giày vò giữa hai bản thể, Harvey Dent và Two-Face (vì lý do này nên đôi khi Two-Face nói "we" khi tự xưng).
Two-Face không sở hữu sức mạnh siêu nhiên, nhưng hắn có đầu óc của một kẻ từng là một công tố viên hàng đầu, sự bất cần của một kẻ mất hết tất cả, và sự lỳ lợm của một tên tội phạm đầu sỏ khiến hắn rất khó đối phó. Hắn vẫn thường được coi là thất bại lớn nhất trong sự nghiệp của Batman (ám chỉ việc Batman không thể cứu người bạn của mình ra khỏi con đường tha hóa), và cũng luôn được nhắc đến như một trong những cái giá quá đắt phải trả trong cuộc chiến chống lại cái ác của anh. Two-Face có khả năng bắn súng rất tốt, có khả năng tập hợp đám lưu manh côn đồ để chống lại Batman. Việc tung đồng xu để đưa ra quyết định cũng khiến hắn rất khó bị nắm bắt. Hắn là thành viên của các tổ chức tội phạm như "Injustice League", "Injustice Gang", và "Secret Society of Super Villains".

## Ngoài truyện tranh
Two-Face xuất hiện rất nhiều trong nhiều bộ phim hoạt hình, phim truyền hình, phim điện ảnh, và tựa game. Billy Dee Williams đóng vai Harvey Dent trong phim Batman năm 1989, Tommy Lee Jones thủ vai Two-Face trong phim Batman Forever năm 1995. Richard Moll là người lồng tiếng cho Two-Face trong Batman: The Animated Series (1992 - 1995). Aaron Eckhart thể hiện Harvey Dent trong cả thời kỳ đang làm công tố viên và cả thời kỳ Two-Face trong phim bom tấn The Dark Knight  năm 2008. Và gần đây nhất, nhân vật Harvey Dent được thể hiện bởi Nicholas D'Agosto trong series phim mới nhất Gotham (2014 - nay). Ngoài ra hắn còn có mặt trong series game nổi tiếng Batman: Arkham.

## Ảnh hưởng văn hóa
Trong danh sách "200 nhân vật truyện tranh vĩ đại nhất mọi thời đại" ("200 Greatest Comic Book Characters of All Time") của tạp chí Wizard năm 2008 thì Two-Face đứng ở vị trí số 66. IGN xếp Two-Face vị trí thứ 12 trong danh sách "Top 100 siêu tội phạm mọi thời đại trong thế giới truyện tranh" năm 2009 ("Top 100 Comic Book Villains of All Time").

## Những câu nói ấn tượng
- "Tại sao chúng ta làm điều này? Bởi vì bây giờ chúng ta có hai mặt. Một tốt, một xấu. Chia đôi. Năm mươi năm mươi, Đối nghịch và công bằng. Và chúng ta đang bế tắc. Khi điều đó xảy ra... chúng ta để đồng xu quyết định." (Truyện tranh Batman Annual Vol 1 14 - New Earth, 1990).
- "Mày đang ở trong phiên xét xử của Two-Face, bọn tao tự hào về bản thân rằng bọn tao luôn xem xét hai mặt của vụ án." (Trò chơi Batman: Arkham City, 2011).
- "Chính mày đã khơi dậy phần quỷ dữ trong người bọn tao, giờ mày lại muốn săn đuổi bọn tao ư?" (Trò chơi Batman: Arkham Knight, 2015).
- "Tao đã từng có những luật lệ cho bản thân, Batman ạ. Nhưng bây giờ tao có đồng xu này rồi." (Trò chơi Batman: Arkham Knight, 2015).
- "Nói với con trai mày là mọi chuyện sẽ ổn đi, Gordon. Nói dối nó đi! Như tao đã từng." (Phim The Dark Knight, 2008).
- "Vấn đề không phải là tao muốn gì, vấn đề là phải công bằng!" (Phim The Dark Knight, 2008).